# Владимиров, Георгий Петрович
Георгий Петрович Владимиров (7 [20] апреля 1914, Канадей, Симбирская губерния — 27 июля 1996, Ташкент) — советский литературовед; доктор филологических наук (1964), профессор (1955); главный редактор журнала «Звезда Востока». Заслуженный деятель науки Узбекской ССР (1960), лауреат Государственной премии Узбекской ССР (1973)

## Биография
Родился в 1914 году в селе Канадей (ныне — Новоспасского района Ульяновской области).
В 1934 году окончил рабфак Среднеазиатского государственного университета им. В. И. Ленина (САГУ), а в 1939 году — филологический факультет Ташкентского педагогического института им. Низами.
В 1939—1945 годах работал преподавателем в спецшколах.
В 1943 году защитил кандидатскую диссертацию, а в 1953 году — защитил в Институте мировой литературы им. М.Горького докторскую диссертацию.
С 1945 года в Среднеазиатском государственном университете им. В. И. Ленина (САГУ) — преподаватель, доцент, заведующий кафедрой русской литературы (с 1953 года), декан филологического факультета САГУ (1953-58).
С 1952 года являлся членом правления и президиума, а в 1963—1965 годах являлся Вторым секретарём Союза писателей Узбекской ССР.
С 1968 год — главный редактор журнала «Звезда Востока».
Дважды избирался депутатом Ташкентского горисполкома (1963-65, 1967-69).
Умер 27 июля 1996 года в Ташкенте, похоронен на Русском городском кладбище № 2.

В деятельности профессора Г. П. Владимирова счастливо соединились талантливый исследователь-литературовед, оригинальный критик, организатор литературных и научных сил республики.— 

## Труды
Печатался с середины 1940 годов. Автор более 100 публикаций и статей по проблемам развития многонациональной литературы, о творчестве писателей XIX—XX веков, а также узбекских писателей.
Специалист по творчеству писателя Д. А. Фурманова и поэта Сергея Бородина, в 1958—1960 годах под его редакцией издано пятитомное собрание сочинений поэта.
В 1975 году было издано двухтомное собрание избранных произведений Г. П. Владимирова.

## Награды и признание
- Государственная премия Узбекской ССР имени Хамзы (1973) — за сборник критических статей «Великое единство».
- Награжден орденами «Трудового Красного Знамени», «Знак Почёта», медалями и четырьмя Почётными грамотами Президиума Верховного Совета УзССР.